# Mister T.
Pour les séries télévisées, voir Mister T. (série télévisée) et Mister T. (série télévisée d'animation).
Lawrence Tureaud, dit Mister T. (ou Mr. T. ; en anglais Mr T, sans points abréviatifs, prononcé [ˈmistə(ɹ) ˈti]), est un acteur et catcheur américain, né le 21 mai 1952 à Chicago dans l'Illinois. Il est célèbre pour ses rôles dans des séries télévisées des années 1980 telles que L'Agence tous risques et pour son rôle de Clubber Lang dans le film Rocky 3 : L'Œil du tigre.

## Biographie
Il tente de former une coiffure en forme de T, puis arbore la crête des guerriers mandingues, pour affirmer ses racines africaines. Il dit que le poids de ses bijoux l'aide à comprendre la souffrance de ses ancêtres esclaves.
Il commence sa carrière comme garde du corps pour des personnalités du show-business (dont Mohamed Ali, Michael Jackson, Steve McQueen, Leon Spinks, Joe Frazier ou encore Diana Ross). Il est également videur dans des night-clubs pendant environ dix ans.
Une de ses spécificités est d'arborer une accumulation de colliers en or. Selon la légende, ils proviendraient de clients perturbateurs et récalcitrants des clubs où il travaillait. A cette période, il crée son personnage de Mister T. Selon lui, ce nom était destiné à inspirer le respect. Son père, son oncle ou son frère, vétéran de la guerre du Vietnam étaient systématiquement appelés « boy ».
Il est repéré par Sylvester Stallone pour interpréter Clubber Lang dans Rocky 3 : L'Œil du tigre. Son rôle de boxeur agressif et arrogant l'impose au grand public et lui permet d'enchaîner avec celui de Barracuda, dans la série des années 1980 : L'Agence tous risques,.
Très populaire, il interprète souvent son propre rôle à la télévision ou au cinéma. Il est le sujet d'une série animée portant son nom, en 1983.
Il apparaît en star invitée dans le premier épisode de la sixième saison d'Arnold et Willy (Mr. T and mr. t, en V.O, ou T Majuscule et t minuscule en V.F.).
Dans les années 1990, il est le héros éponyme d'une bande dessinée où il se bat contre des criminels et aide les jeunes en difficulté. Cela fait partie de ses chevaux de bataille, comme le dit une de ses formules célèbres : « Don't be a fool, stay in school » (traduisible par « Ne fais pas le guignol, reste à l'école »). Il milite en faveur de l'éducation pour les jeunes.
En 1995, on lui diagnostique un cancer (un lymphome des cellules « T »). Il en guérit néanmoins. Il fait son retour en octobre 2006, "coache" dans l'émission de télé-réalité I Pity the Fool (TV Land) : il aide des gens en difficulté dans différents domaines. Il apparaît en 2009 sur les écrans belges sur RTLTVI, dans une émission de cuisine aux côtés de Guillaume Veyrat.
Il refuse un caméo dans le film L'Agence tous risques, adapté de la série du même nom, au contraire de Dwight Schultz et Dirk Benedict. Il trouve ridicule d'apparaître furtivement, à l'arrière-plan, dans le rôle qui a fait sa renommée. Il porte même plainte pour usurpation de son image : Quinton Jackson, qui joue le rôle de Barracuda dans le film, a été choisi pour sa ressemblance physique avec Mr. T et a adopté sa coupe mandingue caractéristique. Il estime que le film n'est pas fidèle à l'esprit de la série : la série était conçue pour un public familial, avec des scènes violentes toujours théâtralisées et édulcorées.
En 2017, il participe à la célèbre émission Dancing with the Stars au cours de la 24e édition, et est éliminé la quatrième semaine,.

## Carrière dans le catch

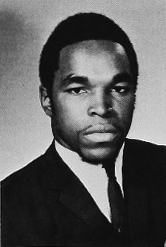
Mister T. en 1970

Mister T. participe aux deux premiers WrestleMania, évènements de catch organisés par la World Wrestling Federation (WWF). Lors de Wrestlemania I, il prend part au match qui l'associe à Hulk Hogan, pour battre Roddy Piper et Paul Orndorff. L'année suivante, à WrestleMania II, il remporte un combat de boxe contre Roddy Piper.
Dans son autobiographie, Hulk Hogan explique que Mister T. a sauvé le match principal de WrestleMania I. Leur équipe faisait face à celle formée par « Rowdy » Roddy Piper et « Mr. Wonderful » Paul Orndorff. Quand il est arrivé, la sécurité a refusé l'accès à son entourage. Mr. T était prêt à annuler sa participation. Hogan l'en a dissuadé. Piper a déclaré que lui et d'autres collègues lutteurs détestaient Mr. T : il était considéré comme un acteur n'ayant jamais fait ses preuves comme lutteur professionnel.
Restant à la WWF, Mr. T devient un « boxeur WWF » spécial, reprenant le rôle qu'il avait dans Rocky 3. Le 1er mars 1986, il affronte « Cowboy » Bob Orton au Saturday Night Main Event, sur NBC. Cette démonstration de boxe entraîne son autre match contre Roddy Piper lors du WrestleMania II. En 1987, Mr. T retourne à la World Wrestling Federation comme arbitre spécial invité, face à The Honky Tonk Man.
Le 21 juillet 1989, Mr. T fait une apparition au World Class Championship Wrestling, secondant Kerry Von Erich. En octobre 1994, à l'Halloween Havoc de WCW, Mr. T reparaît comme arbitre spécial pour un match Hulk Hogan / Ric Flair. Il se remet à combattre, affronte Kevin Sullivan au Starrcade de cette année. Le 19 novembre 2001, Mr. T apparaît à WWF Raw.
Le 17 mars 2014, la WWE annonce qu'il sera intronisé au WWE Hall of Fame. Ce « temple de la renommée » sert à remercier les catcheurs et autres personnalités ayant contribué au développement de cette compagnie. Son discours lors de la cérémonie est très atypique. Il rend hommage à sa mère, et aux mères en général (prononçant le mot « mother » 73 fois). Il est interrompu, ayant largement dépassé le temps alloué).

## Participation à des campagnes publicitaires

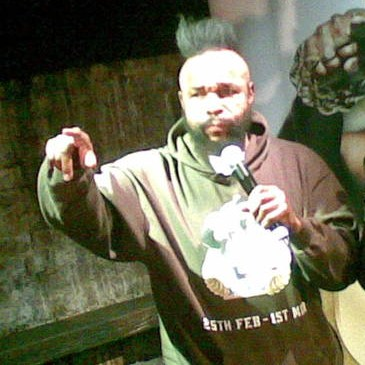
Mister T. en 2009.

En 2008, une campagne publicitaire pour les barres chocolatées Snickers déclenche une vive polémique. L'une des réclames montre un homme pratiquant la marche rapide, mitraillé de barres Snickers par Mr. T à bord d'un véhicule de l'armée de terre des USA. Il y tire avec une mitrailleuse artisanale, clin d'œil à la série L'Agence tous risques.
On y retrouve le déhanché prononcé caractéristique de la marche rapide. Son aspect ridicule et peu viril est fustigé par Mr. T qui hurle au marcheur : « You're a disgrace to the man race! », soit « Tu es un déshonneur pour la race des coureurs ! » – avec un jeu de mots basé sur le double sens du mot “race” –, ou encore : « It's time to run like a real man! », soit « Il est temps de courir comme un vrai homme ! ». Le slogan de la campagne était « Get some nuts » (« Il vous faut des noisettes ») qui peut être compris comme machiste : « Trouve-toi des testicules ».
L'association Human Rights Campaign porte plainte au motif qu'elle dénigre les homosexuels. La publicité est retirée.
Mr. T lui-même s'en est ému, il a tenu personnellement à mettre les choses au clair. Dans l'émission de Bill O'Reilly, il lit une lettre écrite de sa propre initiative : il insiste sur le caractère délibérément outrancier de cette représentation, affirme n'avoir jamais eu l'intention de dénigrer qui que ce soit, hormis les imbéciles (« I've been pitying fools for 28 years, and it's never personal! », soit : « Cela fait 28 ans que je fustige les imbéciles, et ce n'est jamais personnel ! »), et déplore l'évolution du politiquement correct qui donne une importance disproportionnée à des mises en scène clairement humoristiques. Par le passé, elles auraient fait rire sans arrière-pensée,.
En 2007, en 2009 et en 2010, il prend part à une campagne de publicité pour le jeu World of Warcraft. Dans la dernière, il fait la promotion de la grenade punk, un objet du jeu transformant la tête des joueurs en celle d'un elfe de la nuit à mohawk et un personnage lui ressemblant,,,.

## Vie privée
Mister T. est chrétien. Après l'ouragan Katrina, il renonce à presque tout son or, l'une de ses marques d'identification ; il aide personnellement au nettoyage ; il déclare : « En tant que chrétien, quand je voyais d'autres personnes perdre leur vie et perdre leurs terres et leurs biens [...] je sentais que ce serait, pour moi, un péché envers Dieu de continuer à porter mon or. Je sentais que ce serait insensible et irrespectueux envers les gens qui ont tout perdu, alors j'ai arrêté de porter mon or ».
Il a été marié à Phillys Clark.[réf. nécessaire]
Il a trois enfants : Lesa Tureaud (née en 1971), Erika Tureaud (née en 1979) et Laurence Tureaud (né en 1986).[réf. nécessaire]
Mister T. parle souvent de lui-même à la troisième personne.

## Filmographie

### Cinéma
- 1982 : Penitentiary 2 de Jamaa Fanaka : lui-même
- 1982 : Rocky 3 : L'Œil du tigre (Rocky III) de Sylvester Stallone : Clubber Lang
- 1982 : Docteurs in love (Young Doctors in Love) de Garry Marshall
- 1983 : D.C. Cab de Joel Schumacher : Samson
- 1993 : La Cité des monstres (Freaked) d'Alex Winter et Tom Stern : la dame à la barbe
- 1994 : The Magic of the Golden Bear: Goldy III : Freedom
- 1996 : Agent zéro zéro (Spy Hard) de Rick Friedberg : le pilote d'hélicoptère
- 1998 : Inspecteur Gadget (Inspector Gadget) de David Kellogg : lui-même
- 2001 : Sex Academy (Not Another Teen Movie) de Joel Gallen : le concierge
- 2001 : Apocalypse IV: Judgment (en) : J.T. Quincy
- 2009 : Tempête de boulettes géantes (Cloudy with a Chance of Meatballs) de Phil Lord et Chris Miller : Earl Devereaux (voix)

### Télévision
- 1982 : Ricky ou la Belle Vie (série télévisée) : lui-même
- 1983 : Arnold et Willy (série télévisée) : lui-même
- 1983 - 1987 : L'Agence tous risques (The A-Team) (série télévisée) : Barracuda
- 1984 : Mister T, l'homme le plus fort du monde[22] (The Toughest Man in the World) (téléfilm de Dickens Lowry) : Bruise Brubaker
- 1988 - 1990 : Mister T / Un duo explosif (T. and T.) (série télévisée) : T.S. Turner
- 1996 : Susan ! (en) (série télévisée) : Arnie
- 1996 : Martin (série télévisée) : Mr. Jenkins
- 1998 : Saturday Night Live: The Best of Eddie Murphy : Mister Robinson
- 1999 : Malcolm & Eddie (en) : Calvin
- 2004 : Les Simpson (saison 15, 6e épisode, « Enfin Clown ») : lui-même
- 2004 : Johnny Bravo : lui-même
- 2005 : Return of the Lads : Lad no 3 avec Mark Egan et Cian Duffy
- 2006 : I Pity the Fool (TV series) (en) : lui-même
- 2008 : "5 Second Movies" Rocky (série télévisée)[pertinence contestée]
- 2009 : Sortname The One Show : lui-même
- 2011 : World's Craziest Fools (en) : lui-même (animateur et commentateur de séquences vidéo montrant des accidents et autres actes stupides provenant du monde entier)
- 2017 : Dancing With The Stars : lui-même

### Clips et publicités
- 1983 : clip Beat it de Michael Jackson[23]
- 1984 : Be Somebody... or Be Somebody's Fool! (en) : lui-même
- 2001 : clip Pass the Courvoisier de Busta Rhymes
- 2007-2008 : publicité pour le jeu World of Warcraft : Un Elfe de la Nuit Punk (A Night Elf Mohawk)
- 2008 : publicités pour Snickers
- 2008 : infopublicité pour Flavor Wave Oven Turbo (« Le four du chef »)
- 2009-2010 : publicité pour le jeu World of Warcraft : Grenade Punk (Mohawk Grenade)

## Voix françaises
En France, Mister T. a été majoritairement doublé par Henry Djanik depuis la série L'Agence tous risques. Il a également été doublé par Pierre Garin dans Rocky 3.
| En France - Henry Djanik dans : - L'Agence tous risques (série télévisée) - Arnold et Willy (série télévisée) - Mister T. (série télévisée d'animation) - Mister T. (série télévisée) - Agent zéro zéro - Pierre Garin dans Rocky 3 - Thierry Mercier dans Sex Academy - Doudou Masta dans la campagne publicitaire pour World of Warcraft - Frantz Confiac dans Tempête de boulettes géantes (voix) | Au Québec Note : La liste indique les titres québécois. - Hubert Gagnon dans Pas encore un film d'ados ! - Patrick Baby dans Il pleut des hamburgers (voix) |